# Бхутавада
Бхутавада (елементарізм) — одна з концепцій давньоіндійської філософії. Згадується вже в  Упанішадах і епосі (Махабхарата). Іноді в пізніших джерелах описується як різновид  локаяти. Згідно з ученням бхутавади, всі відмінності предметів за їх властивостями походять від відмінності в поєднаннях матеріальних елементів, що утворюють ці предмети. Свідомість — результат особливого поєднання матеріальних елементів, яке, одного разу виникнувши, може відтворювати собі подібні поєднання, але інші поєднання ніколи не зможуть привести до виникнення свідомості. Як і послідовники локаяти, прихильники бхутавади були сенсуалістами в гносеології та гедоністами в етиці. Найдавніших текстів бхутавад не збереглося.